# Nord-Schrott

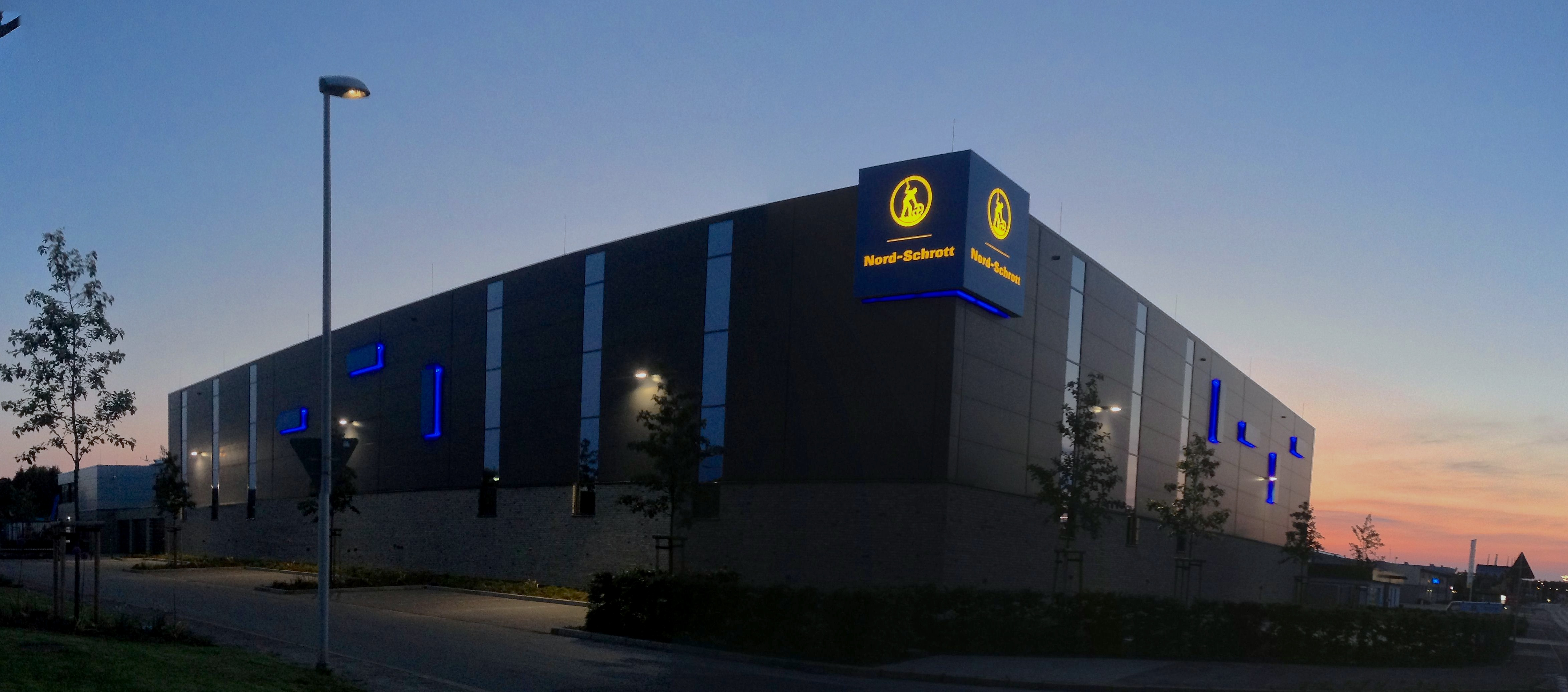
Unternehmenssitz Nord-Schrott

Nord-Schrott ist ein Flensburger Schrotthandelsunternehmen, das verschiedene Arten von Stahl- und NE-Metall-Schrott annimmt und aufbereitet. Zu den Kerntätigkeiten des Unternehmens zählen die Annahme, das Sortieren, das Aufbereiten und das Handeln mit Metallschrott. Weiterhin stellt Nord-Schrott in Teilen Schleswig-Holsteins und Süddänemarks Container für die Entsorgung von anderen Abfällen wie Sperrmüll, Altreifen, Grünabfällen und asbesthaltigen Baustoffen.
Nord-Schrott ist Trikotsponsor regionaler Sportmannschaften wie SG Flensburg-Handewitt und Weiche Flensburg.